# جبجب (الشرية)

تعديل مصدري - تعديل

جبجب هي إحدى قرى عزلة آل غنيم بمديرية الشرية التابعة لمحافظة البيضاء، بلغ تعداد سكانها 31 نسمة حسب تعداد اليمن لعام 2004.